# Grits & Soul
Grits & Soul é o nono álbum de estúdio do músico americano James Brown. O álbum foi lançado em 1964 pela Smash Records.

## Faixas
| N.º | Título                            | Duração |  |
| 1.  | "Grits"                           | 4:01    |  |
| 2.  | "Tempted"                         | 3:10    |  |
| 3.  | "There"                           | 3:30    |  |
| 4.  | "After You're Through"            | 3:05    |  |
| 5.  | "Devil's Hideaway"                | 5:13    |  |
| 6.  | "Who's Afraid of Virginia Woolf?" | 4:46    |  |
| 7.  | "Infatuation"                     | 4:28    |  |
| 8.  | "Wee Wee"                         | 2:35    |  |
| 9.  | "Mister Hip"                      | 4:35    |  |
| 10. | "Headache"                        | 2:22    |  |

## Músicos
- James Brown - vocais, piano, orgão
- Les Buie - guitarra
- Bernard Odum, Sam Thomas - baixo
- Al Lucas "Fats" Gonder - piano, orgão
- Melvin Parker, Nat Kendrick, O.B. Williams - bateria
- Al Brisco Clark, Eldee Williams, St. Clair Pinckney - saxofone tenor
- Maceo Parker - saxofone barítono
- Nat Jones - saxofone alto, arranjos
- Joe Dupars, Mack Johnson, Robert Knight, Ron Tooley - trumpete
- Wilmer Milton - trombone